# (488396) 2016 WU52
(488396) 2016 WU52 es un asteroide perteneciente al cinturón de asteroides, región del sistema solar que se encuentra entre las órbitas de Marte y Júpiter.
Fue descubierto el 18 de junio de 2015 por el equipo del telescopio Pan-STARRS desde el observatorio de Haleakala.

## Designación y nombre
Designado provisionalmente como 2016 WU52.

## Características orbitales
2016 WU52 está situado a una distancia media del Sol de 2,606 ua, pudiendo alejarse hasta 2,891 ua y acercarse hasta 2,321 ua. Su excentricidad es 0,110 y la inclinación orbital 11,989 grados. Emplea 1536,70 días en completar una órbita alrededor del Sol.

## Características físicas
La magnitud absoluta de 2016 WU52 es 16,77.